# 青葉ゆうな
青葉 ゆうな（あおば ゆうな、1983年10月1日 - ）は、日本の元AV女優。
東京都出身。血液型:A型。身長:152cm。スリーサイズ:B80・W58・H80。

## 略歴・人物
2003年5月にKUKIの新レーベル「綺麗」より独占デビューしたAV女優である。
2004年に引退。

## 出演作品

### アダルトビデオ
2003年
- jolie petite fille （5月31日、KUKI） ※デビュー作
- Quel Cul! （6月22日、KUKI）
- 妹の部屋 （7月31日、KUKI）
- 濡れて… サマーキャンプ （8月31日、KUKI）
- BODYFETISH （9月21日、KUKI）
- マゾヒスティック パラノイア （10月31日、KUKI）

2004年
- アイドル宅配便 青葉ゆうなをお届けします。 （1月26日、VIP）
- ワタシを調教して下さい。 （2月27日、VIP）
- FAKE 作られしもの （3月12日、桃太郎映像出版）
- FAKE2 ロマンティックな狂気 （4月9日、桃太郎映像出版）
- FAKE3 おしゃべりな唇 （5月7日、桃太郎映像出版）
- FAKE4 とまどう素顔 （6月4日、桃太郎映像出版）
- FAKE FINAL 迷いこんだ心 （7月2日、桃太郎映像出版）
- 僕のお姉ちゃん達は女教師 （8月15日、MOODYZ）…共演:成宮智香
- 男喰い痴女病棟 〜淫乳女医と変態ナースの秘密痴療〜 （9月15日、MOODYZ）…共演:桜井彩美
- 僕の女教師ペット 08 （10月5日、プレステージ）

## 書籍

### 写真集
- NEW NUDE VOL.1 （2003年7月1日、ヒット出版社）

### デジタル写真集
2003年
- 純白妹系 （5月8日、Level4）
- エロ合宿 （6月12日、Level4）
- 君はオナペット （6月26日、Level4）
- 素人写真集 PRIVATE ユウナ （8月14日、extream magazine）
- エロ合宿 THE MOVIE （9月11日、Level4）
- 青葉 咲き乱れ （12月25日、Level4）

2004年
- 青葉 狂い咲き （1月8日、Level4）
- 禁断領域 （1月22日、Level4）
- Pure Lovers vol.1 （2月26日、Level4）
- Pure Lovers vol.2 （2月26日、Level4）
- Sweet room （3月25日、Level4）
- YOUR YUNA （4月22日、Level4）
- 本能 （5月27日、Level4）